# Brussels Open 2011
Brussels Open 2011 (також відомий як Brussels Open by GDF Suez за назвою спонсора), — жіночий тенісний турнір, що проходив на відкритих кортах з ґрунтовим покриттям. Це був перший за ліком Brussels Open. Належав до категорії Premier в рамках Туру WTA 2011. Проходив у Royal Primerose Tennis Club у Брюсселі (Бельгія). Тривав з 14 до 21 травня 2011 року. Перша сіяна Каролін Возняцкі здобула титул в одиночному розряді.

## Фінальна частина

### Одиночний розряд
Каролін Возняцкі —  Пен Шуай 2–6, 6–3, 6–3
- Для Возняцкі це був 4-й титул за сезон і 16-й - за кар'єру.

### Парний розряд
Андреа Главачкова /  Галина Воскобоєва —  Клаудія Янс /  Алісія Росольська 3–6, 6–0, [10–5]

## Призові гроші й рейтингові очки
| Стадія                       | Призові гроші в одиночному розряді | Очки | Призові гроші в парному розряді |
| ---------------------------- | ---------------------------------- | ---- | ------------------------------- |
| Перемога                     | $ 103,000                          | 470  | $ 32,000                        |
| Фінал                        | $ 55,000                           | 320  | $ 17,000                        |
| півфінал                     | $ 29,500                           | 200  | $ 9,250                         |
| чвертьфінал                  | $ 15,675                           | 120  | $ 4,850                         |
| 1/8 фіналу                   | $ 8,500                            | 60   | $ 2,600                         |
| 1/16 фіналу                  | $ 4,650                            | 1    | -                               |
| кваліфаєр                    | -                                  | 20   | -                               |
| Фінальний раунд кваліфікації | $ 2,500                            | 12   | -                               |
| 2-й раунд кваліфікації       | $ 1,350                            | 8    | -                               |
| 1-й раунд кваліфікації       | $ 725                              | 1    | -                               |

## Учасниці

### Сіяні учасниці
| Країна  | Гравчиня           | Рейтинг1 | Сіяна |
| ------- | ------------------ | -------- | ----- |
| Данія   | Каролін Возняцкі   | 1        | 1     |
| Росія   | Віра Звонарьова    | 3        | 2     |
| Італія  | Франческа Ск'явоне | 5        | 3     |
| Сербія  | Єлена Янкович      | 9        | 4     |
| Ізраїль | Шахар Пеєр         | 14       | 5     |
| Бельгія | Яніна Вікмаєр      | 24       | 6     |
| Румунія | Александра Дулгеру | 29       | 7     |
| КНР     | Пен Шуай           | 31       | 8     |

- Рейтинг подано станом на 9 травня 2011.

### Інші учасниці
Нижче наведено учасниць, які отримали вайлд-кард на участь в основній сітці:
- Кірстен Фліпкенс
- Ан-Софі Месташ

Нижче наведено гравчинь, які пробились в основну сітку через стадію кваліфікації:
- Кая Канепі
- Абігейл Спірс
- Алісон ван Ейтванк
- Галина Воскобоєва

Нижче наведено гравчинь, які потрапили в основну сітку як щасливий лузер:
- Ірина Фалконі